# Acraea bihensis
Acraea bihensis är en fjärilsart som beskrevs av Le Doux 1923. Acraea bihensis ingår i släktet Acraea och familjen praktfjärilar. Inga underarter finns listade i Catalogue of Life.